# Majdan Kobylański
Majdan Kobylański – wieś w Polsce, położona w województwie lubelskim, w powiecie krasnostawskim, w gminie Rudnik.
W latach 1975–1998 wieś administracyjnie należała do województwa zamojskiego.
W skład sołectwa Majdan Kobylański gminy Rudnik wchodzą także wsie Majdan Borowski Drugi i Majdan Średni. Według Narodowego Spisu Powszechnego (III 2011 r.) wieś liczyła 107 mieszkańców. 